# Quảng Thái, Quảng Điền
Quảng Thái là một xã thuộc huyện Quảng Điền, thành phố Huế, Việt Nam.
Xã Quảng Thái nằm cách thành phố Huế thơ mộng 30 km về phía bắc, nơi đây có nhiều địa danh gắn liền với hai cuộc chiến tranh chống Mỹ và chống Pháp của dân tộc ta, nơi đây củng chứng kiến nhiều người con Quảng Thái ngã xuống để bảo vệ độc lập tự do cho Tổ quốc thân yêu, ngày nay con người nơi đây với bản tính cần cù chịu khó đã góp phần đưa bộ mặt kinh tế của xã nhà đi lên. Tuy nhiên ở đây vẫn là 1 trong những xã khó khăn của Tỉnh Thừa Thiên Huế. Những thế hệ 8x và 9x của Quảng Thái hôm nay là thế trẻ đầy năng động, ham học hỏi là lực lượng kế cận để tiếp bước cha anh viết tiếp lịch sử về vùng đất oai hùng này. Hi vọng một ngày mai tươi sáng.

## Địa lý
+ Phía Đông giáp xã Quảng Lợi.
+ Phía Tây giáp thị xã Phong Điền.
+ Phía Nam giáp xã Quảng Lợi và thị xã Phong Điền.
+ Phía Bắc giáp thị xã Phong Điền và phá Tam Giang.

## Hành chính
Tính đến năm 2019, xã có 7 thôn: 
1. Lai Hà
2. Tây Hoàng
3. Trung Kiều
4. Trằm Ngang
5. Trung Làng
6. Nam Giảng
7. Đông Hồ.

## Điều kiện kinh tế - văn hóa - lịch sử - xã hội
Các di tích lịch sử: Đình Làng Phong Lai, Đồn Nam Giảng, Đồn Lai Hà.
Truyền thống văn hóa: Tế Xuân – Thu – Cầu Bông, chơi Bài Chòi, đua ghe.
Ngành nghề thủ công truyền thống, làng nghề: trồng thuốc lá, nấu rượu.
Địa điểm du lịch, du lịch sinh thái, bảo tồn thiên nhiên: phá Tam Giang.
Địa phương: có truyền thống 2 lần được Nhà nước phong tặng Anh hùng Lực lượng Vũ trang nhân dân và Anh hùng Lực lượng An ninh Nhân dân trong 2 cuộc kháng chống Pháp và Mỹ.